# Ravnište, Brus
Ravnište (izvirno srbsko Равниште) je naselje v Srbiji, ki upravno spada pod Občino Brus; slednja pa je del Rasinskega upravnega okraja.

## Demografija
V naselju živi 86 polnoletnih prebivalcev, pri čemer je njihova povprečna starost 49,1 let (47,8 pri moških in 50,5 pri ženskah). Naselje ima 37 gospodinjstev, pri čemer je povprečno število članov na gospodinjstvo 2,57.
To naselje je popolnoma srbsko (glede na rezultate popisa iz leta 2002).
|  |

| Demografija | Demografija     | Demografija     |
| Leto        | Št. prebivalcev | Št. prebivalcev |
| ----------- | --------------- | --------------- |
|             |                 |                 |
|             |                 |                 |
|             |                 |                 |
|             |                 |                 |
| 1948        | 178             |                 |
| 1953        | 209             |                 |
| 1961        | 280             |                 |
| 1971        | 266             |                 |
| 1981        | 171             |                 |
| 1991        | 146             | 146             |
| 2002        | 96              | 95              |
|             |                 |                 |

| Etnična sestava po popisu iz leta 2002 | Etnična sestava po popisu iz leta 2002 | Etnična sestava po popisu iz leta 2002 | Etnična sestava po popisu iz leta 2002 | Etnična sestava po popisu iz leta 2002 |
| -------------------------------------- | -------------------------------------- | -------------------------------------- | -------------------------------------- | -------------------------------------- |
| Srbi                                   | Srbi                                   |                                        | 95                                     | 100,0%                                 |
| Neznano                                | Neznano                                |                                        | 0                                      | 0,0%                                   |